# NGC 2395
NGC 2395 je stará otevřená hvězdokupa v souhvězdí Blíženců. Od Země je vzdálená asi 1 670 světelných let. Objevil William Herschel 16. března 1784.
Hvězdokupa na obloze leží v jižní části souhvězdí nedaleko hranice se souhvězdím Malého psa. Její hvězdná velikost je 8 a její nejjasnější členové mají 10. hvězdnou velikost, takže je ukáže i menší hvězdářský dalekohled. Větší dalekohled v ní ukáže až 30 hvězd zdánlivě spojených do řetězců.
Tato hvězdokupa má pokročilé stáří, které se odhaduje na asi 1,2 miliardy let. Zdá se, že za dobu svého života již ztratila většinu svých členů, a to zejména těch lehčích. Je to způsobeno gravitačním ovlivněním jiných hvězd, se kterými se kdy hvězdokupa setkala.